# Mara Kovačević
Pour les articles homonymes, voir Kovačević.
Mara Kovačević (serbe : Мара Ковачевић), née le 12 décembre 1975, est une judokate serbe.

## Palmarès international en judo
| Représentant la Yougoslavie          |          |           |
| Championnats d’Europe                |          |           |
| Année                                | Médaille | Catégorie |
| 2001                                 | bronze   | +78 kg    |
| Jeux méditerranéens                  |          |           |
| Année                                | Médaille | Catégorie |
| 1997                                 | bronze   | +72 kg    |
| 2001                                 | bronze   | +78 kg    |
| Représentant la Serbie-et-Monténégro |          |           |
| Championnats du monde                |          |           |
| Année                                | Médaille | Catégorie |
| 2003                                 | bronze   | ouverte   |